# Голова старой женщины
Голова старой женщины (англ. Head of an old woman) — рисунок XV века, в настоящее время хранящийся в Британском музее (Лондон, инв. № SL,5218.36). Высокое мастерство исполнения позволяет предположить, что рисунок был создан одним из известнейших мастеров немецкого Возрождения. Частью исследователей авторство приписывалось Альбрехту Дюреру. В настоящее время атрибутируется Хансу Бальдунгу.

## Технические данные
Рисунок выполнен на красноватой тонированной бумаге углём с пробелкой мелом. Его размеры 260 × 187 мм.

## Атрибуции
| Автор                      | Рисунок приписывается | Год атрибуции | Примечание                          |
| -------------------------- | --------------------- | ------------- | ----------------------------------- |
| Ш. Эфрусси                 | Альбрехту Дюреру      | 1882          |                                     |
| Ф. Бок                     | Матиасу Грюневальду   | 1904          |                                     |
| К. Доджсон                 | Матиасу Грюневальду   | 1906—1907     | Доджсон ссылается на атрибуцию Бока |
| Ф. Липпман — Ф. Винклер    | Альбрехту Дюреру      | 1927          |                                     |
| Х. Титце — Э. Титце-Конрат |                       | 1928          | Отрицание авторства Дюрера          |
| Э. Флехсиг                 |                       | 1931          | Отрицание авторства Дюрера          |
| Й. Медер                   | Вольфу Губеру         |               |                                     |
| К. Эттингер — К. А. Кнаппе | Альбрехту Дюреру      | 1963          |                                     |